# Dysdera cribrata
Dysdera cribrata är en spindelart som beskrevs av Simon 1882. Dysdera cribrata ingår i släktet Dysdera och familjen ringögonspindlar.
Artens utbredningsområde är Frankrike. Inga underarter finns listade i Catalogue of Life.